# Máximo Díaz Pérez
Máximo Díaz Pérez (Cajamarca, 20 de noviembre de 1958) también conocido como Hugo Valentín, es un comediante y actor de televisión y teatro peruano, que desarrolló su carrera artística en Venezuela. Díaz posee la condición de enanismo y obtuvo fama internacional tras interpretar al personaje Hugo Valentín para el programa de comedia ¡Qué locura!

## Carrera artística
Antes de emigrar a Venezuela para poder destacar como artista fue Payaso de Circo incluso llegando a trabajar para El circo de la chilindrina pero se retiró tras sufrir algunos accidentes que involucraron las mordidas de un mono.
En Estados Unidos de la mano de los productores Hugo Carregal y Luis "Moncho" Martínez tuvo destacados papeles en el programa cómico de cámara escondida ¡Qué Locura!, una producción de Venevision International que se transmitió en las pantallas de Univisión para todo el público de habla hispana de los Estados Unidos, se destacó en los sketches cómicos como Entrevista con el pibe, El Show de Luisa y Mi pequeño gran amor, siendo este último donde interpretó al personaje Hugo Valentín que lo llevó a tener fama dentro del ámbito de humoristas de Venezuela.
Tras su salida de Venevision International en 2009, llegó a Venezuela y se mantuvo como actor de reparto de producciones teatrales junto a Carlos Prim, en Televen actuó en Misión Emilio y en 2015 a raíz de la falta de trabajos actorales termina formando parte del elenco de producciones del controversial canal TVes en Chisparate y Humorisimo.

## Trayectoria

### Televisión
| Año       | Programa               | Canal                    |
| --------- | ---------------------- | ------------------------ |
| 2005-2009 | ¡Qué Locura!           | Venevision International |
| 2005-2006 | La guerra de los sexos | Venevisión               |
| 2013-2014 | Misión Emilio          | Televen                  |
| 2017-2018 | Chisparate             | Tves                     |
| 2019      | Humorisimo             | TVes                     |

### Cine
- Un conde suerto en Hollywood

### Teatro
- Fabiolita abusadorcita (2005)
- Que locura de amor
- Dos pequeños de locura
- el tamaño no importa

## Vida personal
Díaz Pérez posee la condición de enanismo, mide 1m con 10cm. En 2008 lanzó su propio libro titulado "Gracias a Bonito Máximo Díaz crecio y cabalga sobre el éxito" donde cuenta su experiencia como inmigrante en Venezuela, lo agradecido que está con el país y su experiencia en el programa ¡Qué Locura!.